# Carlos Vinícius
Carlos Vinícius, właśc. Carlos Vinícius Alves Morai (ur. 25 marca 1995 w Bom Jesus das Selvas) – brazylijski piłkarz występujący na pozycji napastnika w tureckim klubie Galatasaray SK, do którego jest wypożyczony z Fulham.

## Życiorys

### Kariera klubowa
Carlos Vinícius w 2009 w wieku 14 lat rozpoczął karierę piłkarską w młodzieżowych szeregach Goiás EC jako środkowy obrońca. W 2011 przeniósł się do Santos FC, ale początkowo został wypożyczony do Desportivo Brasil. Następnie dołączył do SE Palmeiras i zakończył formację w klubie w następnym roku.
W 2016 podpisał kontrakt z AA Caldense (Campeonato Brasileiro Série D), ale spędził pierwszy rok bez gry. 19 marca 2017 na stadionie Estádio Municipal João Havelange (Uberlândia, Brazylia) zadebiutował w przegranym 0:2 meczu ligowym przeciwko Uberlândia EC. W klubie głównie występował jako defensywny pomocnik. W maju 2017 dołączył do Gremio Esportivo Annapolis z Campeonato Goiano. 5 lipca 2017 został wypożyczony do portugalskiego klubu Real SC z Segunda Liga. W Realu zadebiutował 29 lipca 2017 na stadionie Estádio do Restelo (Lizbona, Portugalia) w rozgrywkach Taça da Liga, wygrywając 1:0 z CF Os Belenenses, zdobywając jedyną bramkę. W rozgrywkach ligowych zadebiutował 6 sierpnia 2017 na stadionie Estádio do Real SC (Queluz) w wygranym 4:1 meczu przeciwko Leixões SC, strzelając hat tricka. W styczniu 2018 Carlos Vinícius zgodził się zawrzeć umowę z włoską stroną SSC Napoli na około 4 mln euro ze skutkiem od 1 lipca, skąd został wypożyczony do Rio Ave FC z Primeira Liga i monakijskiego klubu AS Monaco FC z Ligue 1.
20 lipca 2019 podpisał pięcioletni kontrakt z mistrzami Portugalii Benfiką na opłatę za transfer w wysokości 17 mln euro i klauzulę zwalniającą w wysokości 100 mln euro. W lidze zadebiutował 10 sierpnia 2019 na stadionie Estádio da Luz w wygranym 5:0 meczu przeciwko FC Paços de Ferreira, strzelając gola. 30 listopada 2019 Carlos Vinícius strzelił hat tricka w wygranym 4:0 meczu przeciwko CS Marítimo.
2 października 2020 roku został wypożyczony na sezon do Tottenhamu Hotspur. Angielski klub za wypożyczenie zapłacił 3 miliony euro.

## Sukcesy

### Klubowe

#### SL Benfica
- Supertaça Cândido de Oliveira: 2019
- International Champions Cup: 2019

#### PSV Eindhoven
- Puchar Holandii: 2021/22
- Superpuchar Holandii: 2023

#### Galatasaray SK
- Superpuchar Turcji: 2023/24